# .22 WRF
La cartuccia .22 WRF (Winchester Rim Fire) conosciuta anche come 22 Winchester Auto, è una rara cartuccia a percussione anulare, realizzata per l'impiego su carabine semiautomatiche Winchester modello 1903.
Simile d'aspetto alla .22 Long Rifle, presenta invece un bossolo di diametro maggiore che ne impedisce il caricamento su armi camerate nel classico 22 l.r., questo stante la carica maggiore prevista per il .22 WRF.
La palla aveva un profilo troncoconico ed un peso di circa 40 grani (2,58 grammi).
Non risulta più in produzione.